# Anas bahamensis
El pato gargantilla (Anas bahamensis), también conocido como ánade gargantillo (Perú), pato cariblanco o pato gargantillo (Chile) es una especie de ave anseriforme de la familia Anatidae propia de América. Su distribución comprende las Islas Bahamas, las Antillas Mayores y las Antillas Menores, Argentina, Uruguay, Colombia, Perú, las Islas Galápagos (Ecuador) y llega como visitante de verano a Chile.
Tiene cara y garganta blancas, y es de color canela en el resto del cuerpo; el dorso es manchado y tiene pecas negras en el vientre. El espejo del ala es verde y canela. Presenta una aguda cola de color crema. Su pico es de un tono plomizo, con la base roja. Mide de 46 a 51 cm, y pesa de 400 a 700 g.
Tiene preferencia por las lagunas y pantanos de agua salobre, aunque es posible verlo en lagos y lagunas de agua dulce.
Anida en los manglares o en la costa de lagunas. Pone de seis a diez huevos, cuya incubación dura veinticinco días. Se adapta bien a cautiverio.
Se alimenta de semillas y de plantas acuáticas; también come algas.
Puede verse de manera solitaria o en bandadas con individuos de su misma especie. También forma grupos con el pato maicero (A. georgica), con el cual tiene parecido, diferenciándose por su garganta blanca.

## Subespecies
Existen tres subespecies: 
- Anas bahamensis bahamensis, que se distribuye en el Caribe.
- Anas bahamensis galapagensis, que ocupa las Islas Galápagos.
- Anas bahamensis rubirostris, ligeramente más grande, que se distribuye por América del Sur.

La última subespecie puede ser parcialmente migratoria, reproduciéndose en Argentina e invernando al norte del país, y también llega como visitante de verano a Chile desde el norte al sur.